# Muzeum w Wieży Ciśnień w Giżycku
Muzeum w Wieży Ciśnień w Giżycku – prywatne muzeum z siedzibą w Giżycku. Placówka mieści się w dawnej wieży ciśnień.
Giżycka wieża ciśnień została zbudowana w 1900 roku według projektu inżyniera Otto Intze. Swoją funkcję pełniła do 1996 roku, kiedy to została sprzedana w ręce prywatne. Po wykonanym remoncie, w budynku urządzono muzeum, w którym zgromadzone są eksponaty związane z historią miasta oraz Mazur. Ponadto w wieży mieści się kawiarnia oraz taras widokowy. Jej najwyższa kondygnacja położona jest na wysokości 162 m n.p.m.
Wieża jest obiektem sezonowym, czynnym od maja do września. Wstęp jest płatny.